# 台湾蜓蜥
台湾蜓蜥（学名：Sphenomorphus taiwanensis）为石龙子科蜓蜥属的爬行动物，是台灣的特有物种。分布於台灣本島，常生活於山區。其生存的海拔范围为2200至3200米。该物种的产地在台湾南投。其种加词“taiwanensis”意为“台湾的”。

## 描述
吻肛長約介於51-61mm之間，尾長約可達吻肛長的2倍，外型類似印度蜓蜥，只是體型較小。背面體色為褐色，雜有許多黑色斑點，略成數列細縱帶。體側面有1黑色寬縱帶，由吻端到橫跨眼睛，延伸到尾巴基部，體側為白色，雜有許多黑色斑點。腹面為綠色或黃綠色，幼體的尾巴末端為紅色。

## 習性
日行性，以高山昆蟲及其他節肢動物為食。卵生，每次可產卵4-8枚。

## 棲地
分布在於海拔1,800公尺以上山區，喜居於高山草原的石洞中，尤其是農夫疊起的岩石牆。

## 保护
本种于2023年被收录入《有重要生态、科学、社会价值的陆生野生动物名录》。